# Scopula improba
Scopula improba är en fjärilsart som beskrevs av W. Warren 1899. Scopula improba ingår i släktet Scopula och familjen mätare. Inga underarter finns listade.